# Qorvo

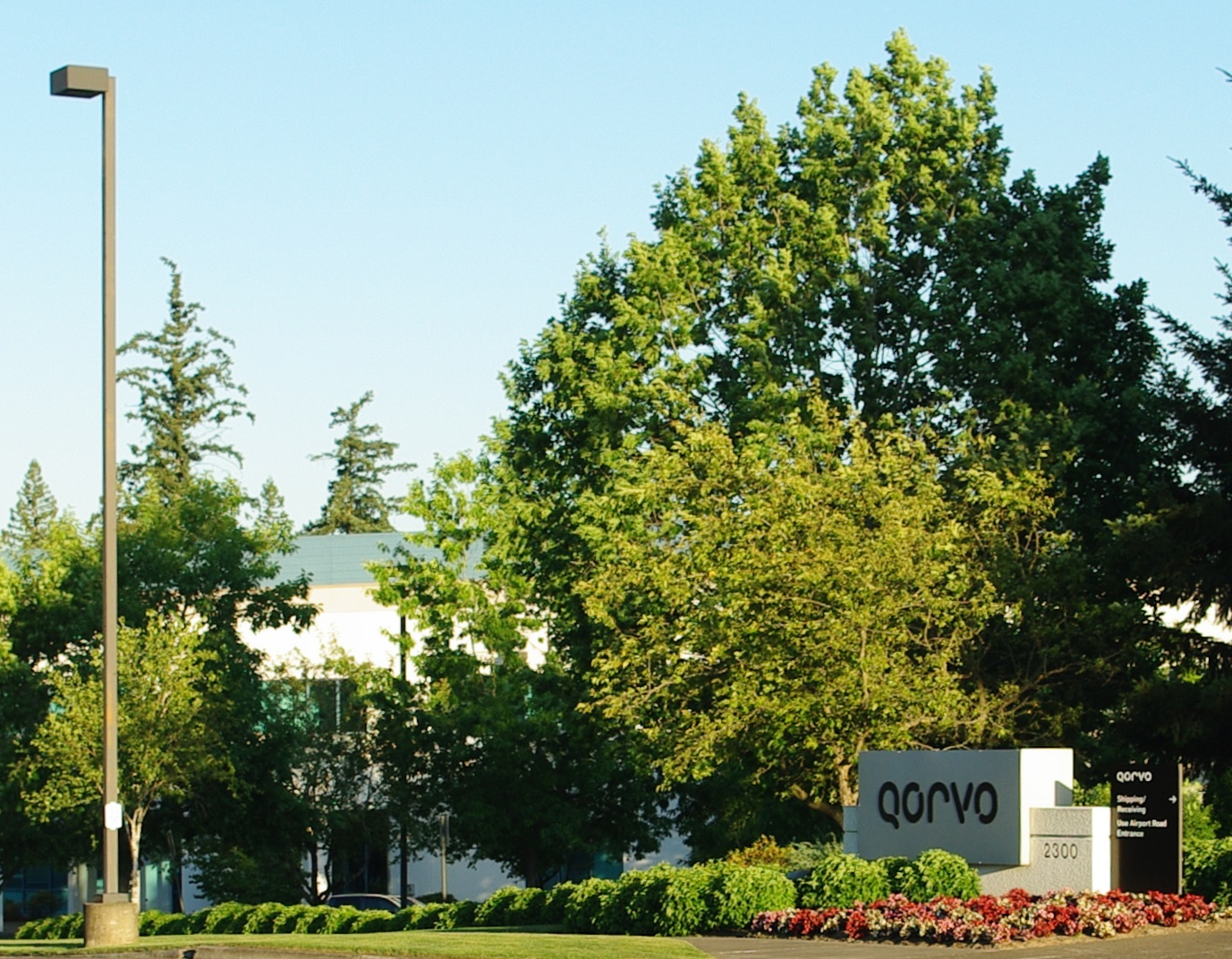
Qorvo-Standort in Hillsboro, Oregon, früher der Hauptsitz von TriQuint Semiconductor

Qorvo ist ein US-amerikanisches Halbleiterunternehmen, das Hochfrequenzsysteme für Breitbandkommunikation herstellt.

## Geschichte
Das Unternehmen, das an der NASDAQ gehandelt wird, entstand durch die Fusion von TriQuint Semiconductor und RF Micro Devices, die am 1. Januar 2015 abgeschlossen wurde. Im Juni 2015 wurde das neue Unternehmen Teil des S&P 500. Zu diesem Zeitpunkt wurde Qorvo auf einen Firmenwert $ 12 Milliarden geschätzt. Ab Mitte 2016 beschäftigte allein das Werk in Oregon fast 1000 Mitarbeiter.
Der Sitz des Unternehmens befand sich anfangs sowohl in Hillsboro (Oregon) (Sitz von TriQuint) wie auch in Greensboro (North Carolina) (Sitz von RFMD), aber Mitte 2016 wurde Greensboro zum Hauptsitz.
Am 10. April 2019 kündigte Qorvo die Übernahme des texanischen Halbleiterunternehmens Active-Semi Incorporated an.

## Name
Der Name "kor-vo" soll die "Kerntechnologien und Innovationen" widerspiegeln, die die Unternehmen nach ihrer Kombination ermöglichen wollen. Die erste Silbe steht für "Chorus" der Mitarbeiter, die zweite Silbe, "vo", soll Reise durch Luft oder Raum assoziieren.